# Ignacio María González Gatti
Ignacio María González Gatti (Montevideo, 14 de maig de 1982), més conegut com a Nacho González, és un futbolista internacional uruguaià amb ciutadania italiana que juga actualment a l'Standard de Liège, a Bèlgica.

## Biografia
Nascut a Montevideo, González va jugar professionalment al Danubio Fútbol Club des de 2002 fins a l'any 2008, quan va ser cedit en qualitat de préstec a l'AS Monaco de França. Aquest any signa un contracte amb el València CF però, sense jugar cap partit, és cedit al Newcastle d'Anglaterra i més endavant al club grec Levadiakos. Mentrestant, amb el Llevant UE tampoc no va tenir una participació destacada atès a una lesió.
El 21 de juliol de 2011 va signar un contracte de dos anys amb l'Standard de Liège. El 27 de juliol, ja com a jugador de l'Standard, va marcar el seu primer gol amb el club belga en un partit contra el FC Zurich.

## Palmarès

### Club
- Danubio FC
  - Campió del Campionat de l'Uruguai (2) : 2004, 2007

### Internacional
- Uruguai
  - 4t de la Copa del Món de futbol : 2010